# Handelsgärtner
Als Handelsgärtner wird ein Gärtner bezeichnet, der mit Pflanzen und Sämereien handelt. Diese können auch von ihm selbst gezogen oder erzeugt sein. Der Begriff ist heute weniger gebräuchlich und auch keine anerkannte Berufsbezeichnung.
Die ersten Baumschulen und Gärtnereien für Ziergehölze entstanden in Deutschland wahrscheinlich in Hamburg. Als erster Handelsgärtner gilt Hans Meilan, der ab 1635 dort wohnte. Während in den ersten Handelsgärtnereien noch sämtliche Zier- und Nutzpflanzen angebaut wurden, waren die Betriebe in der zweiten Hälfte des 19. Jahrhunderts schon größtenteils spezialisiert. Entweder wurden Gemüse- und Gewürzpflanzen, Zierpflanzen oder in Baumschulen Gehölze angebaut und vermarktet. Je nach Betriebsform waren dafür Warm- oder Kalthäuser, Mistbeete oder Freilandkulturen notwendig.

## Bekannte Handelsgärtner und -gärtnereien
- Johann Ludwig Schiebler (1751–1833)
- Peter Friedrich Bouché (1785–1856)
- Handelsgärtnerei zu Althaldensleben (gegründet um 1810)
- Joachim Daniel Andreas Müller (1812–1857)
- Ferdinand Jühlke (1815–1893)
- Heinrich Siesmayer (1817–1900)
- Benjamin Samuel Williams (1824–1890)
- Johann Nicolaus Haage (1826–1878)
- Heinrich Henkel II. (1850–1899)
- Philipp Siesmayer (1862–1935)
- Handelsgärtnerei Seidel, Dresden